# GVAV in het seizoen 1967/68
Het seizoen 1967/1968 was het 14e jaar in het bestaan van de Groningse betaaldvoetbalclub GVAV. De club kwam uit in de Eredivisie en eindigde daarin op de zesde plaats. Tevens deed de club mee aan het toernooi om de KNVB beker, hierin werd de club in de groepsfase uitgeschakeld.

## Wedstrijdstatistieken

### Eredivisie
|       | ADO   | Ajax  | DOS   | DWS   | Feijenoord | Fortuna '54 | Go Ahead | MVV   | NAC   | N.E.C. | PSV   | Sittardia | Sparta | Telstar | FC Twente '65 | Volendam | Xerxes/DHC '66 |
| ----- | ----- | ----- | ----- | ----- | ---------- | ----------- | -------- | ----- | ----- | ------ | ----- | --------- | ------ | ------- | ------------- | -------- | -------------- |
| Thuis | 2 – 0 | 1 – 1 | 1 – 1 | 1 – 1 | 0 – 0      | 2 – 0       | 1 – 0    | 2 – 2 | 0 – 1 | 0 – 0  | 2 – 1 | 1 – 2     | 0 – 1  | 1 – 0   | 2 – 2         | 3 – 0    | 1 – 1          |
| Uit   | 3 – 3 | 3 – 1 | 2 – 2 | 1 – 1 | 0 – 0      | 0 – 2       | 3 – 1    | 1 – 1 | 0 – 0 | 0 – 1  | 0 – 0 | 3 – 1     | 4 – 0  | 0 – 3   | 1 – 2         | 0 – 0    | 1 – 0          |

### KNVB beker
| Groepsfase                                         | SC Cambuur                         | 2 – 1 (1 – 0) | GVAV                   |
| 31 december 1967 Plaats: Leeuwarden Cambuurstadion | Piet Kriesch 20' Henk de Groot 80' |               | 71' Martin Koeman      |
| Groepsfase                                         | Veendam                            | 1 – 1 (1 – 1) | GVAV                   |
| 10 maart 1968 Plaats: Veendam De Langeleegte       | Henk Meuken 35'                    |               | 11' Piet Fransen       |
| Groepsfase                                         | Heerenveen                         | 1 – 1 (0 – 1) | GVAV                   |
| 24 maart 1968 Plaats: Heerenveen J.H. Kruisstraat  | Henk Zoetendal 55'                 |               | 22' Gerrit van Tilburg |

## Statistieken GVAV 1967/1968

### Eindstand GVAV in de Nederlandse Eredivisie 1967 / 1968
| Stand | Gespeeld | Gewonnen | Gelijk | Verloren | Punten | Doelpunten voor | Doelpunten tegen |
| ----- | -------- | -------- | ------ | -------- | ------ | --------------- | ---------------- |
| 6e    | 34       | 10       | 16     | 8        | 36     | 38              | 35               |

### Topscorers
| #      | Naam               | Goal |
| ------ | ------------------ | ---- |
| 1.     | Keld Pedersen      | 9    |
| 2.     | Piet Fransen       | 6    |
| 2.     | Ole Fritsen        | 6    |
| 4.     | Gerrit van Tilburg | 5    |
| 5.     | Martin Koeman      | 4    |
| 5.     | Wim Visser         | 4    |
| 7.     | Johan Beuvink      | 2    |
| 7.     | Henk Cornelis      | 2    |
| Totaal | Totaal             | 38   |

| #      | Naam               | Goal |
| ------ | ------------------ | ---- |
| 1.     | Piet Fransen       | 1    |
| 1.     | Martin Koeman      | 1    |
| 1.     | Gerrit van Tilburg | 1    |
| Totaal | Totaal             | 3    |

## Voetnoten
ADO ·
Ajax ·
DOS ·
DWS ·
Feijenoord ·
Fortuna '54 ·
Go Ahead ·
GVAV ·
MVV ·
NAC ·
N.E.C. ·
PSV ·
Sittardia ·
Sparta ·
Telstar ·
FC Twente '65 ·
Volendam ·
Xerxes/DHC '66